# Самих Бено
Самих Муса Юнес Бено — иорданский чеченец, общественный, политический и военный деятель Иордании, бригадный генерал службы государственной безопасности.

## Биография
В 1967 году окончил юридический факультет Дамасского университета, после окончания которого работал адвокатом. Затем перешёл на военную службу. Был удостоен звания бригадного генерала службы безопасности «Мухабарат». Стал четвёртым представителем чеченской общины Иордании, вошедшим в состав правительства Иордании. В 1998—1999 годах был государственным министром по делам правительства. Дважды (в 2001—2003 и 2009—2010 годах) был сенатором. В 2007—2009 годах был депутатом Парламента Иордании 15-го созыва. В 2010—2015 годах Самих Бено руководил Государственным управлением по противодействию коррупции.
После ухода с государственной службы создал своё адвокатское бюро. Вошёл в состав правления одного из крупнейших банков Иордании «Jordan Gulf Bank». Чеченской общиной страны ему было поручено представлять её интересы при взаимодействии с властью и другими национальными общинами Иордании. С 2000 года Самих Бено возглавляет общественную организацию «Общество друзей Чеченской Республики», деятельность которой направлена на сохранение чеченского языка и традицией среди переселенцев из Чечни, поддержание связей с исторической родиной и помощь соплеменникам, оказавшимся на чужбине.

## Награды[1]
- Орден Звезды;
- Орден Независимости;

и многие другие.